# Phaeochrous portuum
Phaeochrous portuum är en skalbaggsart som beskrevs av Kuijten 1978. Phaeochrous portuum ingår i släktet Phaeochrous och familjen Hybosoridae. Inga underarter finns listade i Catalogue of Life.